# Hyllus thoracica
Hyllus thoracica är en spindelart som först beskrevs av Tord Tamerlan Teodor Thorell 1899.  Hyllus thoracica ingår i släktet Hyllus och familjen hoppspindlar. Inga underarter finns listade i Catalogue of Life.